# احمد تمیم‌داری
احمد تمیم‌داری (زادهٔ ۱۳۲۵ در تهران) ادیب، زبان‌شناس و فارسی‌پژوه اهل ایران و استاد تمام گروه ادبیات فارسی در دانشگاه علامه طباطبایی است. او دورهٔ دکترای زبان و ادبیات فارسی را در دانشگاه تهران گذرانده‌است. او همچنین شاگردی افرادی چون شریف رضایی، سید علی شاه‌چراغی، سید جعفر شهیدی، احمد مهدوی دامغانی و غیره را در کارنامهٔ خود دارد. وی عضو هیئت علمی شورای گسترش زبان و ادبیات فارسی و سردبیر دو فصلنامه سخن عشق است. برجسته‌ترین اثر او، «تاریخ ادب پارسی» است.